# Де Вольф, Дирк
Дирк де Вольф (нидерл. Dirk De Wolf; род. 16 января 1961,  Алст, провинция Восточная Фландрия, Бельгия) — бельгийский профессиональный шоссейный велогонщик в 1983 — 1994 годах. Победитель велогонки Льеж — Бастонь — Льеж (1992). В 2009 — 2011 годах спортивный директор велокоманды Silence-Lotto (с 2010 года - Omega Pharma-Lotto).

## Достижения
1979
2-й Тур Фландрии (юниоры)
1981
3-й Internatie Reningelst
1982
1-й Шатийон — Дижон
1-й — Этап 4 Тур Валлонии
8-й Чемпионат мира — Групповая гонка (любители)
1983
1-й — Этап 4 Париж — Ницца
1985
2-й Гран-при Вилворде
2-й Гран-при Зоттегема
9-й Гран-при Фурми
1986
1-й Четыре дня Дюнкерка — Генеральная классификация
1-й — Этап 2
2-й Flèche hesbignonne-Cras Avernas
2-й Grand Prix d'Aix-en-Provence
1987
3-й Тур Вандея 
1988
7-й Flèche hesbignonne-Cras Avernas
1989
1-й Дварс дор Фландерен 
2-й Париж — Рубе
2-й Дрёйвенкурс Оверейсе
3-й Тур Вандея 
3-й Брабантсе Пейл 
3-й Тре Валли Варезине 
4-й Четыре дня Дюнкерка — Генеральная классификация
6-й Гент — Вевельгем
8-й Тур Фландрии
8-й Flèche hesbignonne-Cras Avernas
10-й Гран-при Исберга
10-й Трофео Баракки
1990
1-й Дрёйвенкурс Оверейсе 
1-й Flèche de Liedekerke 
1-й — Этап 4 Вуэльта Астурии
2-й  Чемпионат мира — Групповая гонка (проф.)
2-й Circuit des frontières
3-й Circuit Mandel-Lys-Escaut
5-й Гран-при Валлонии
9-й Уинкатон Классик
10-й Гран-при Эдди Меркса
1991
1-й Джиро дель Аппеннино 
1-й — Этап 6 Тиррено — Адриатико
2-й Брабантсе Пейл 
3-й Амстел Голд Рейс
6-й Эшборн — Франкфурт
7-й Чемпионат мира — Групповая гонка (проф.)
10-й Льеж — Бастонь — Льеж
10-й Чемпионат Цюриха
1992
1-й Льеж — Бастонь — Льеж
3-й Дрёйвенкурс Оверейсе
6-й Три дня Де-Панне — Генеральная классификация
1-й — Этап 1а
7-й Circuit Mandel-Lys-Escaut
10-й Тур Фландрии
1994
2-й Схелдепрейс
9-й Брабантсе Пейл

## Статистика выступлений

### Гранд-туры
| Гранд-тур                 | 1986 | 1987 | 1988 | 1989 | 1990 | 1991 | 1992 |
| ------------------------- | ---- | ---- | ---- | ---- | ---- | ---- | ---- |
| Джиро д’Италия            | —    | —    | —    | НФ   | —    | —    | НФ   |
| Тур де Франс              | 64   | —    | 86   | 66   | —    | НФ   | 86   |
| (c 2010 ) Вуэльта Испании | —    | —    | —    | —    | НФ   | —    | —    |

| —  | Не участвовал  |
| НФ | Не финишировал |